# دنبری (کارولینای شمالی)
دنبری (به انگلیسی: Danbury) شهری در ایالت کارولینای شمالی کشور ایالات متحده آمریکا است که جمعیت آن در سرشماری سال ۲۰۱۰ میلادی، ۱۸۹ نفر بوده‌است.